# Giacomo Quarenghi
Giacomo Quarenghi (20. září 1744 Rota d'Imagna v provincii Bergamo – 2. března 1817 Petrohrad) byl italský architekt a malíř, který žil a pracoval v Rusku. Jako jeden z nejuznávanějších ruských architektů a stavitelů konce 18. století navrhl velké množství známých budov, zejména v Petrohradě a Moskvě.

## Život
Quarenghi se narodil v provincii Bergamo v Lombardii a pocházel z tamní šlechtické rodiny. Studoval malbu v Římě, kde mezi jeho učitele patřil Anton Raphael Mengs. Pak studoval architekturu a inspiraci čerpal ze starověké architektury a od mistrů, jako byl Andrea Palladio. Raná Quarenghiho díla vznikla v Itálii (mezi nimi katedrála sv. Scholastiky v Subiacu, kterou Quarenghi na začátku 70. let 17. století přestavěl ve stylu klasicismu), ale také v Monaku a ve Vídni.
V roce 1779 odešel Quarenghi do Ruska, kam byl povolán jako již před ním mnoho jiných italských stavitelů, kteří se podíleli na stavbě nového císařského hlavního města Petrohradu, založeného v roce 1703. Nejprve pracoval ve starém hlavním městě Moskvě a přestavěl (již nedochovaný) palác Kateřiny Veliké na řece Jauze. Budova, na jejímž místě dnes stojí obchodní dům GUM na Rudém náměstí, se také přičítá Quarenghimu.

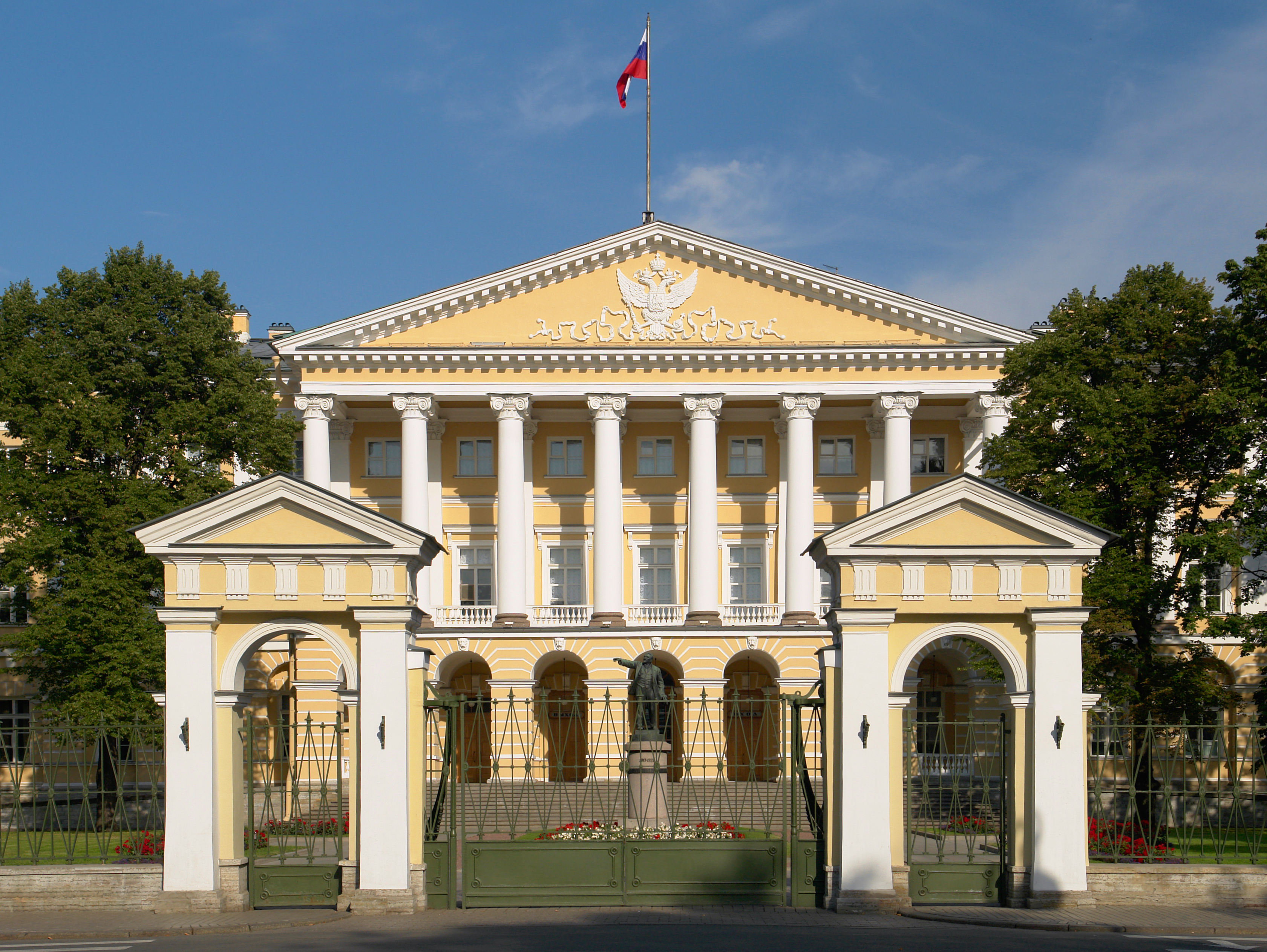
Smolný institut

Od roku 1781 Quarenghi žil a pracoval v Petrohradě, kde nejdřív navrhl několik reprezentativních budov na zakázku Kateřiny Veliké, včetně již nedochovaného Anglického paláce (1781–1794) v Petrodvorci, divadla Ermitáže (1783–1787) a budovy Akademie věd (1783–1785). Alexanderův palác (1792–1796) v Carském Selu a jedno křídlo Kateřinského paláce patří také k nejdůležitějším budovám, které Quarenghi vytvořil za vlády Kateřiny Veliké.
Také za vlády Kateřinina nástupce Pavla I. a jeho nástupce Alexandra I. Quarenghi vytvořil řadu důležitých budov. Za zmínku stojí zejména budova Smolného institutu (1806), Mariánská nemocnice určená původně pro chudé lidi (1803), Maltézský kostel (1798–1800; Pavel I. byl velmistrem Maltézského řádu) a Carský kabinet před Aničkovovým palácem. Kromě hlavního města navrhl Quarenghi budovy také v několika provinčních městech, například šlechtické domy a paláce, z nichž některé se zachovaly dodnes, byly podle jeho návrhů postaveny v Kursku, Suraži, Voroněži, lotyšské Mežotně a v Irkutsku na Sibiři.
Quarenghi byl čestným členem petrohradské Akademie umění. Po jeho smrti vydal jeho syn v Miláně v roce 1821 úplný seznam Quarenghiho architektonických návrhů pod názvem Fabbriche e Disegni di Giacomo Guarenghi.
Giacomo Quarenghi je považován za jednoho z průkopníků pozdějšího klasicismu v architektuře ruských měst, ačkoli jeho díla byla zčásti také inspirována antickou architekturou. Quarenghi také zanechal pozoruhodné stopy jako malíř: zachovalo se mnoho jeho akvarelů městských scenérií Moskvy a Petrohradu.